# Mariame Sylla
Pour les articles homonymes, voir Sylla (homonymie).
Mariame Sylla, née le 20 mars 1986 à Adjamé, est une joueuse internationale de basket-ball de Côte d'Ivoire.

## Clubs
- Abidjan Basket Club